# Bae Ye-bin
Bae Ye-bin (koreanisch 배예빈; * 7. Dezember 2004) ist eine südkoreanische Fußballspielerin.

## Karriere

### Verein
Derzeit spielt Bae Ye-bin für die Mannschaft der Gyeongbuk Uiduk University.

### Nationalmannschaft
Mit der südkoreanischen U20 nahm sie an der Weltmeisterschaft 2022 teil und bereitete in ihren drei Einsätzen ein Tor vor.
Ihr Debüt in der A-Nationalmannschaft hatte sie am 7. April 2023 bei einem 5:2-Sieg über Sambia, als sie in der 90.+2. Minute für Son Hwa-yeon eingewechselt wurde.
Am 5. Juli 2023 wurde sie für den finalen südkoreanischen Kader der Weltmeisterschaft 2023 nominiert.